# Brohisaurus
Brohisaurus là một chi khủng long, được Malkani mô tả khoa học năm 2003.